# Frank Merriam
Frank Merriam (22 décembre 1865 – 25 avril 1955) est un homme politique américain. Il est le 28e gouverneur de Californie du 2 juin 1934 au 2 janvier 1939.

## Biographie
Frank Finley Merriam est né à Hopkinton, dans l'Iowa.

### Début de carrière
À l’âge de 31 ans, Frank Merriam est élu en 1896 à la Chambre des représentants de l’État de l’Iowa. Deux ans plus tard il est élu State Auditor. Dans le cadre de cette fonction qu’il occupe jusqu’en 1903 il est chargé de l’audit et du contrôle des dépenses de son État.
En 1910, Frank Merriam déménage en Californie et y est élu à l'Assemblée de l'État de Californie en 1916 comme représentant de la région de Long Beach. En 1923, après avoir pris une part importante à l'élection au poste de gouverneur de Friend William Richardson, il est désigné speaker de son assemblée. En 1926, il est candidat sans succès aux primaires républicaines pour le poste de lieutenant-gouverneur de Californie. En 1928, il est élu au Sénat de l'État avant de finalement obtenir le poste de lieutenant-gouverneur le 6 janvier 1931.

### Gouverneur de Californie
À la suite du décès du gouverneur en poste, James Rolph, Frank Merriam lui succède, devenant alors à 69 ans la personne la plus âgée à entrer en fonction.
Le contexte de son arrivée au pouvoir est marqué par une grève violente des dockers qui a débuté au mois de mai et paralyse les ports de San Francisco et Oakland. Le sommet de l'affrontement entre les grévistes et les forces de l'ordre est atteint le 5 juillet 1934 lorsque la police tire contre les manifestants. Merriam prend une position dure envers les grévistes en mobilisant la Garde nationale. Quand le mouvement est finalement brisé après une grève générale qui a paralysé San Francisco du 16 au 19 juillet, il apparaît comme l'un des vainqueurs du conflit. 
Lors de l'élection de 1934, il affronte Upton Sinclair, ancien membre du Parti socialiste d'Amérique, qui a remporté l'investiture du Parti démocrate à la surprise générale et lance à l'occasion de cette campagne un mouvement connu sous le nom d'EPIC. Finalement, Merriam conserve son poste de gouverneur avec 48,9 % des voix contre 37,8 % pour Sinclair et 13 % pour Raymond L. Haight (en) qui se présentait sur une position centriste.
À peine élu, Frank Merriam doit faire face à des difficultés budgétaires qu'il conjure en faisant voter en 1935 une augmentation des impôts, ce qui lui aliène une partie de ses partisans de 1934 et conduit le San Francisco Examiner à s'opposer à sa politique. Sous son administration, sont par ailleurs inaugurés le Bay Bridge et le Golden Gate Bridge.
Aux élections générales de 1938 Frank Merriam reçoit l'investiture du parti républicain mais il est battu par le candidat démocrate Culbert Olson.